# 洛加泰茨市鎮

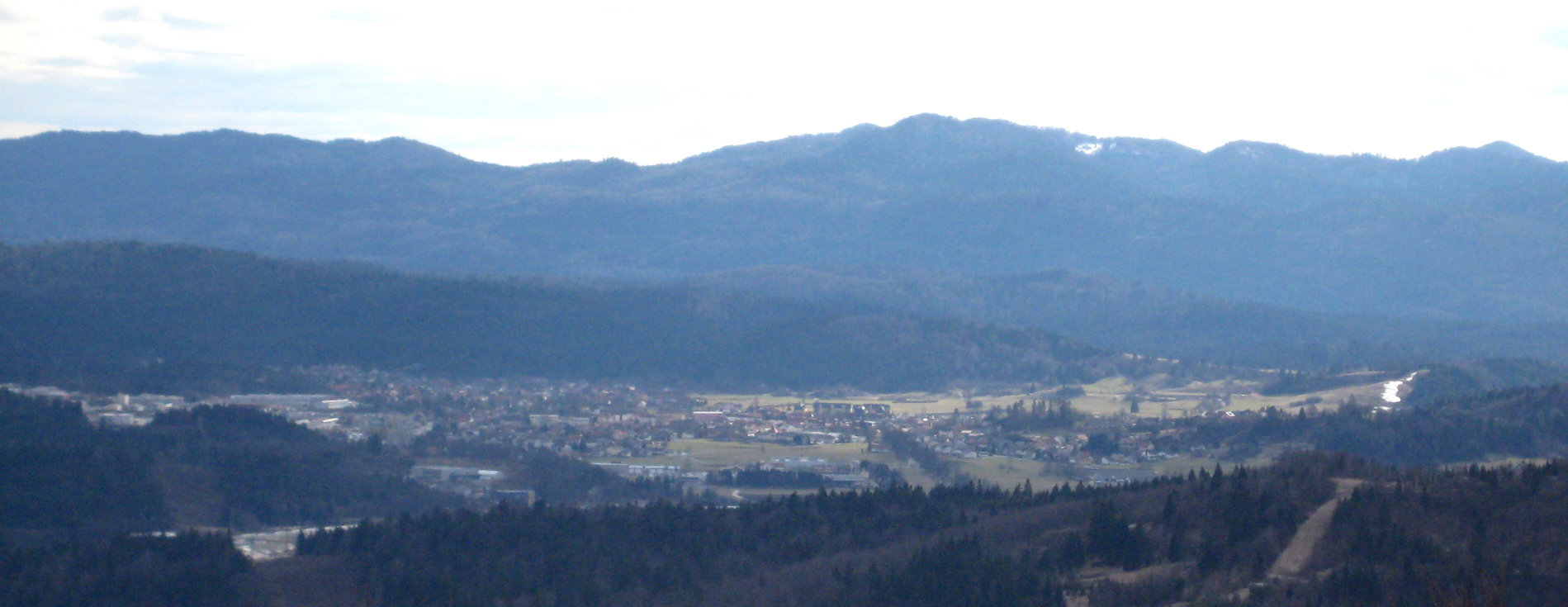

洛加泰茨市鎮是斯洛文尼亞西部的一個市镇，行政中心為洛加泰茨。距離首都盧布爾雅那25公里，面積173.1平方公里，2002年人口11,343。

## 外部連結
- 官方网站  （斯洛文尼亚文）
- Logatec Municipality on Geopedia （页面存档备份，存于）